# Eric Daalder
Eric Jan Daalder (Amsterdam, 29 januari 1957) is een Nederlands jurist die sinds 2016 staatsraad bij de Afdeling bestuursrechtspraak van de Raad van State is.
Daalder is de zoon van Hans Daalder, hoogleraar politicologie aan de Universiteit Leiden en biograaf van Willem Drees. Zijn jongere broer Ivo Daalder was van 2009 tot 2013 de permanente vertegenwoordiger van de Verenigde Staten bij de NAVO. Hij volgde het gymnasium en studeerde vervolgens rechten aan de Universiteit Leiden van 1975 tot 1980, waar hij afstudeerde in het staats- en bestuursrecht. In 1981 behaalde hij nog een Master of Laws aan de Columbia-universiteit te New York. Na zijn afstuderen werd hij advocaat bij Pels Rijcken & Droogleever Fortuijn te Den Haag, het kantoor van de landsadvocaat, waar hij opklom tot partner. In 1999 werd hij plaatsvervangend landsadvocaat. 
In 2005 promoveerde Daalder aan de Universiteit Leiden op het proefschrift Toegang tot overheidsinformatie. Het grensvlak tussen openbaarheid en vertrouwelijkheid; promotor was Jaap Polak, referent Egbert Dommering. Daalder schreef naast zijn proefschrift ook verschillende andere juridische boeken, veelal gerelateerd aan zijn specialisatie, de openbaarheid van bestuur: Handboek openbaarheid van bestuur (2015), De glijbaan van een president: Nixon, Watergate en het rechtssysteem (2016, over Richard Nixon en het Watergate-schandaal), en Externe en interne openbaarheid in het bestuursproces (2019). Sinds 1 januari 2016 is Daalder staatsraad bij de Afdeling bestuursrechtspraak van de Raad van State. Hij is ook plaatsvervangend lid van het Gemeenschappelijk Hof van Justitie van Aruba, Curaçao, Sint Maarten en van Bonaire, Sint Eustatius en Saba en voorzitter van het Landelijk Orgaan Wetenschappelijke Integriteit (LOWI).
Daalder is de vader van Elsemieke Daalder, sinds 2023 hoogleraar rechtsgeschiedenis aan de Westfaalse Wilhelms-Universiteit te Münster.
Leden:
Koning der Nederlanden · 
Th.C. de Graaf (vice-president) · 
R. Uylenburg (voorzitter ABRvS) · 
J.E.M. Polak · 
H.G. Sevenster ·  
L.F.M. Verhey ·  
B.P. Vermeulen 

Staatsraden: 
C.H.M. van Altena ·
T. Avedissian* ·
H.J.M. Baldinger · 
A.W.M. Bijloos · 
J.C. Boeree* ·
C.J. Borman ·
J.H. van Breda ·
B.J. Bruins ·
K.M. Buitenweg ·
W.D. Bult-Spiering ·  
E.J. Daalder ·
J.Th. Drop · 
V.V. Essenburg · 
B.J. van Ettekoven · 
M.W.C. Feteris* ·
J.J.W.P. van Gastel · 
F.H.G. de Grave · 
J.W. van de Gronden* ·
G. de Groot* ·
J.F. de Groot · 
J. Gundelach ·
G.J.J. Heerma van Voss ·
S.J.C. Hemels · 
M. den Heijer · 
J. Hoekstra · 
G.J.H. Houtzagers · 
G.T.J.M. Jurgens ·
M.M. Kaajan · 
P.H.A Knol · 
R.W.L. Koopmans* · 
A. Kuijer · 
C.C.W. Lange ·
B. Meijer ·
E.A. Minderhoud ·
A.J.C. de Moor-van Vugt ·
J.M.L. Niederer ·
A.G.A. Nijmeijer* ·
W. den Ouden · 
J.C.A. de Poorter · 
B.P.M. van Ravels · 
J. Schipper-Spanninga ·  
J.A.W. Scholten-Hinloopen ·
C.H. Sieburgh* ·
N.J. Schrijver ·
Th.G.M. Simons* · 
G. Snijders* ·
M. Soffers · 
G. Snijders* · 
E. Steendijk ·
A.L.J. van Strien* · 
R.J.M. van den Tweel ·
A. ten Veen · 
G.O. van Veldhuizen ·
H.C.P. Venema ·
D.A. Verburg ·
N. Verheij · 
M.B. Vos ·
P.J. Wattel* ·
R.J.G.M. Widdershoven* ·
J.M. Willems · 
C.M. Wissels · 
S.F.M. Wortmann · 
R. van Zwol 
(*staatsraad in buitengewone dienst)

Staatsraad van het Koninkrijk:
M.G.M. Schwengle (Aruba) · P.R.J. Comenencia (Curaçao) · M.C. van der Sluijs-Plantz (Sint Maarten)